# Понтиви
Понтиви (фр. Pontivy, брет. Pondi) — коммуна на северо-западе Франции, находится в регионе Бретань, департамент Морбиан, центр округа Понтиви и кантона Понтиви. Расположена в центре полуострова Бретань, в 50 км к северу от Вана и в 107 км к западу от Ренна, в 24 км  от национальных автомагистралей N24 и N164. В Понтиви соединяются канал Нант — Брест и река Блаве. В центре коммуны находится железнодорожная станция Понтиви, конечный пункт локальной линии Оре-Понтиви.
Население (2019) — 15 064 человек.

## История
Первые следы пребывания человека на территории коммуны Понтиви относятся к железному веку. Следов племени венетов здесь обнаружено не было, зато существование поселения галло-римского периода подтверждается открытием в  1829 году археологического клада из 122 римских медалей.
По легенде, Понтиви был основан в VII веке монахом Иви, построившим здесь мост через Блаве. По этому мосту Понтиви и получил своё название (Pont-Ivy). До XI века в источниках нет упоминания о Понтиви, видимо, он был небольшим поселением в приходе Нуайяль. Первый замок в Понтиви был построен виконтом Аленом II де Роганом около 1128 года, и примерно в тот же период был построен первый каменный мост через Блаве. Во время Войны за бретонское наследство в 1342 году замок был взят и разрушен англичанами под командованием Уильям де Богуна, графа Нортгемптона. Нынешний замок построен виконтом Жаном II де Роганом между 1479 и 1485 годами. Средневековый город в основном развивается на левом берегу Блаве, внутри городских укреплений.
В XVII-XVIII веках в четырехугольнике Сен-Бриё — Корле — Понтиви — Монконтур стало бурно развиваться производство парусины — так называемых «бретонских полотен»; эти полотна экспортировались в Испанию и в испанские колонии в Америке. Благодаря благоприятной экономической конъюнктуре и выгодному расположению Понтиви становится важным торговым центром.
Когда виконты Роган приняли реформатскую (протестантскую) веру, замковая часовня стала одним из немногих реформатских мест богослужения в Бретани. В конце XVI века Понтиви ненадолго был оккупирован испанскими войсками, так как губернатор Бретани Филипп Эммануэль де Меркёр, родственник и соратник Гизов, отказался признать протестанта Генриха IV королем Франции и обратился за поддержкой к королю Испании. Реформатская часовня вновь стала католической, когда Роганы перестали быть протестантами. После реставрации в XX веке эта часовня в 1972 году была возвращена Французской реформатской церкви. В 1675 году жители Понтиви принимали участие в Восстании гербовой бумаги.
Благодаря торговле полотнами к концу XVIII века Понтиви стал городом буржуазии. Он с энтузиазмом приветствовал события Великой Французской революции. На протяжении всего революционного десятилетия город оставалась республиканским островком, окруженным селами и поселками, поддерживающими шуанов. 15 марта 1793 года Понтиви подвергся нападению шуанов, но был защищен республиканскими войсками; за эту победу Понтиви приветствовался на заседании Конвента. 
Наполеон придавал большое значение Понтиви и планировал сделать его большим торговым центром, а на случай войны — военным центром. Перед лицом угрозы англичан вновь заблокировать основные бретонские порты главной стратегической целью было соединение Понтиви с тремя основными бретонскими военными портами — Лорьяном, Нантом и Брестом. Для этого был прорыт канал  Нант — Брест, соединявшийся в Понтиви с рекой Блаве, по которой можно было доплыть до Лорьяна и Бискайского залива.
9 ноября 1804 года Понтиви был переименован в «Наполеонвиль». По приказу императора инженеры Жан-Батист Пишо и Гаспар де Шаброль разработали проект нового города с геометрическим планом в стиле архитектуры империи, который должен был располагаться к югу от старого города. Первый камень был заложен 12 августа 1807 года в присутствии префекта. Понтиви становится современным городом с широкими мощеными улицами, украшенными садами. Многие улицы затем получают название основных событий или персонажей империи. По воле императора Понтиви стал третьим городом в Бретани, наряду с Ренном и Нантом, получившим право открыть государственный лицей. В этот период были построены здания мэрии города, супрефектуры, суда, железнодорожного вокзала и городского театра. Во время Первой Реставрации (1814-1815 годы) город обратился с просьбой переименовать его в «Бурбонвиль», но согласия не получил. После окончательного возвращения Людовика XVIII он снова стал называться Понтиви, а затем снова «Наполеонвиль» при Наполеоне III. С 1870 года городу возвращено его историческое название.
Во время Второй мировой войны бретонский националист Селестен Лене при поддержке немцев захватил замок Роганов и сделал Понтиви столицей коллаборацианисткого Движения за независимость Бретани, ликвидированного после освобождения Бретани в 1945 году.

## Достопримечательности
- Шато Понтиви (замок Роганов) XV-XVI веков
- Базилика Нотр-Дам-де-Жуэ XVI века
- Часовня Святого Иви XVIII века, реконструированная в 1984-1989 годах
- Церковь Святого Иосифа середины XIX века
- Церковь Святого Мериадока Ваннского XV-XVI веков
- Средневековые дома в центре города

## Экономика
Структура занятости населения:
- сельское хозяйство — 1,0 %
- промышленность — 12,5 %
- строительство — 4,1 %
- торговля, транспорт и сфера услуг — 45,6 %
- государственные и муниципальные службы — 36,7 %

Уровень безработицы (2018) — 16,4 % (Франция в целом —  13,4 %, департамент Морбиан — 12,1 %). 

Среднегодовой доход на 1 человека, евро (2018) — 20 610 (Франция в целом — 21 730, департамент Морбиан — 21 830).

## Демография
Динамика численности населения, чел.

## Администрация
Пост мэра Понтиви с 2014 года занимает член партии Демократическое движение Кристин ле Стра (Christine Le Strat). На муниципальных выборах 2020 года возглавляемый ею независимый блок одержал победу во 2-м туре, получив 56,58 % голосов.
| Период | Период | Фамилия         | Партия                         | Примечания                                                                                   |
| ------ | ------ | --------------- | ------------------------------ | -------------------------------------------------------------------------------------------- |
| 1971   | 1983   | Мишель Масон    | Социалистическая партия        |                                                                                              |
| 1983   | 1995   | Жозеф Лекюйер   | Союз за французскую демократию | страховщик, член Регионального совета Бретани                                                |
| 1995   | 2012   | Жан-Пьер Ле Рош | Социалистическая партия        | профессор математики, член Регионального совета Бретани, президент сообщества коммун Понтиви |
| 2012   | 2014   | Анри Ле Дорз    | Социалистическая партия        | бывший работник France Télécom, член Генерального совета департамента                        |
| 2014   |        | Кристин Ле Стра | Демократическое движение       | бывший президент университета, президент сообщества коммун Понтиви                           |

## Города-побратимы
- Тависток, Великобритания
- Весселинг, Германия
- Уелессебугу, Мали
- Наполеонвиль, США
- Ла-Рош-сюр-Йон, Франция

## Знаменитые уроженцы
- Людовик Бурс (1970), композитор обладатель премий «Золотой глобус» и «Оскар» за музыку к фильму «Артист»

## Галерея

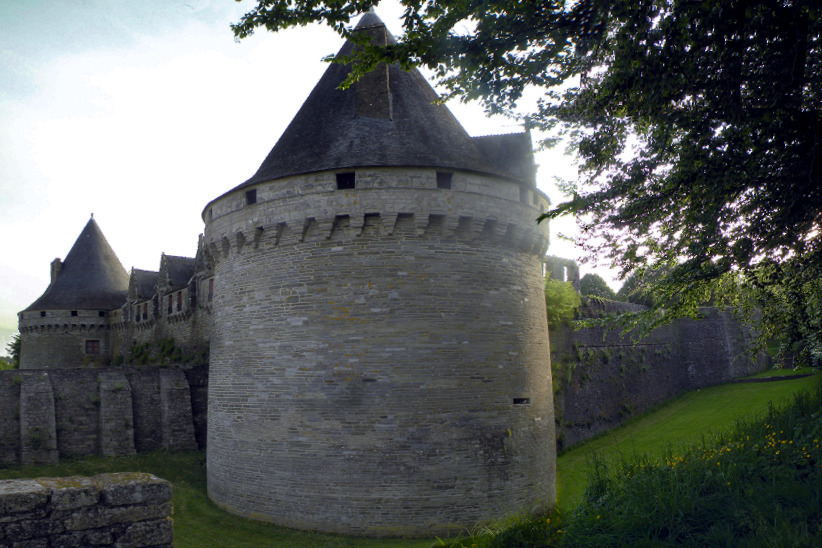
Башня замка Роганов
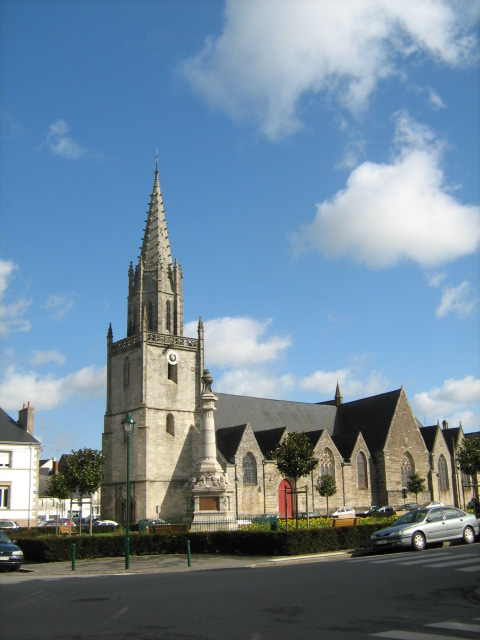
Базилика Нотр-Дам-де-Жуэ
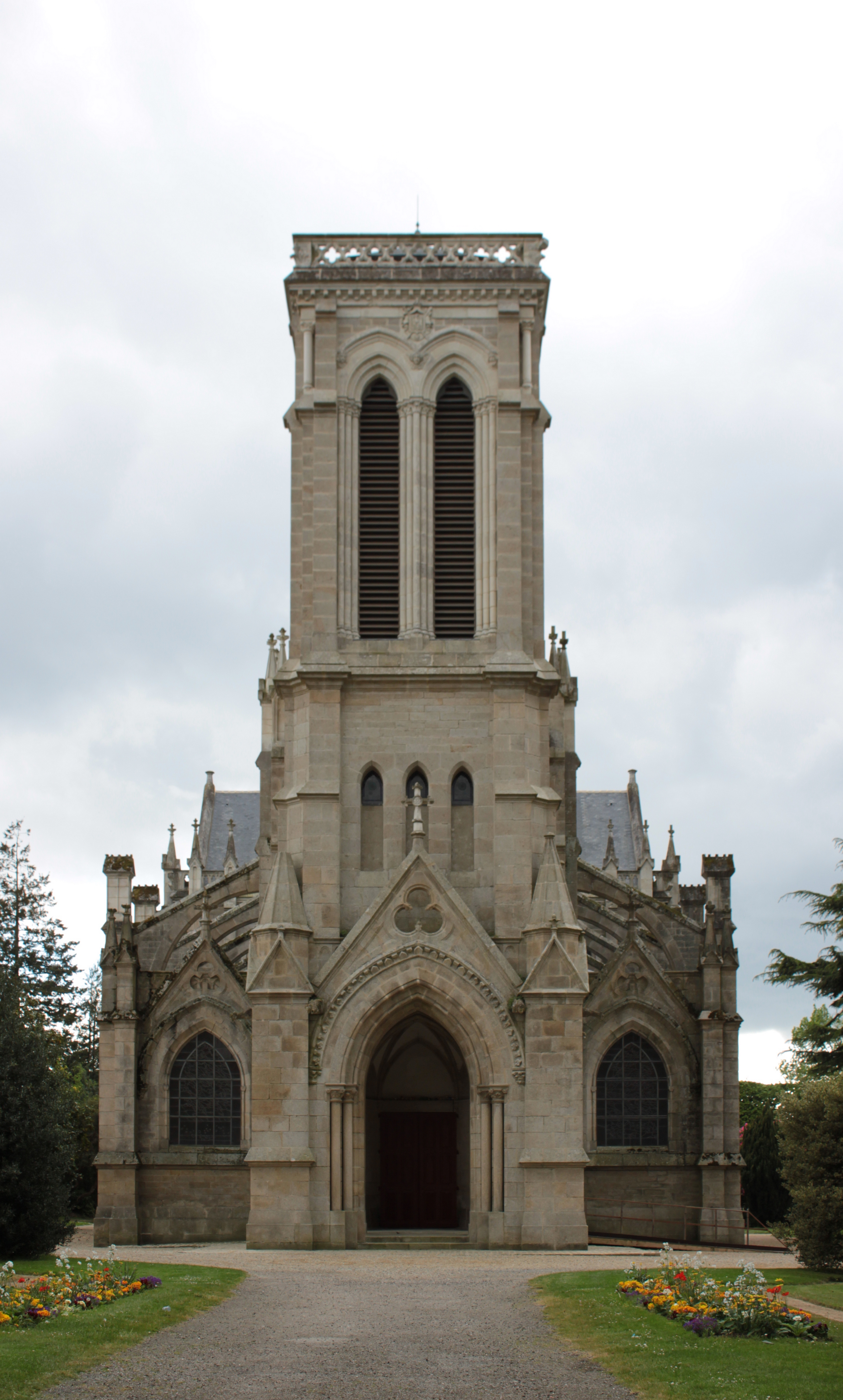
Церковь Святого Иосифа
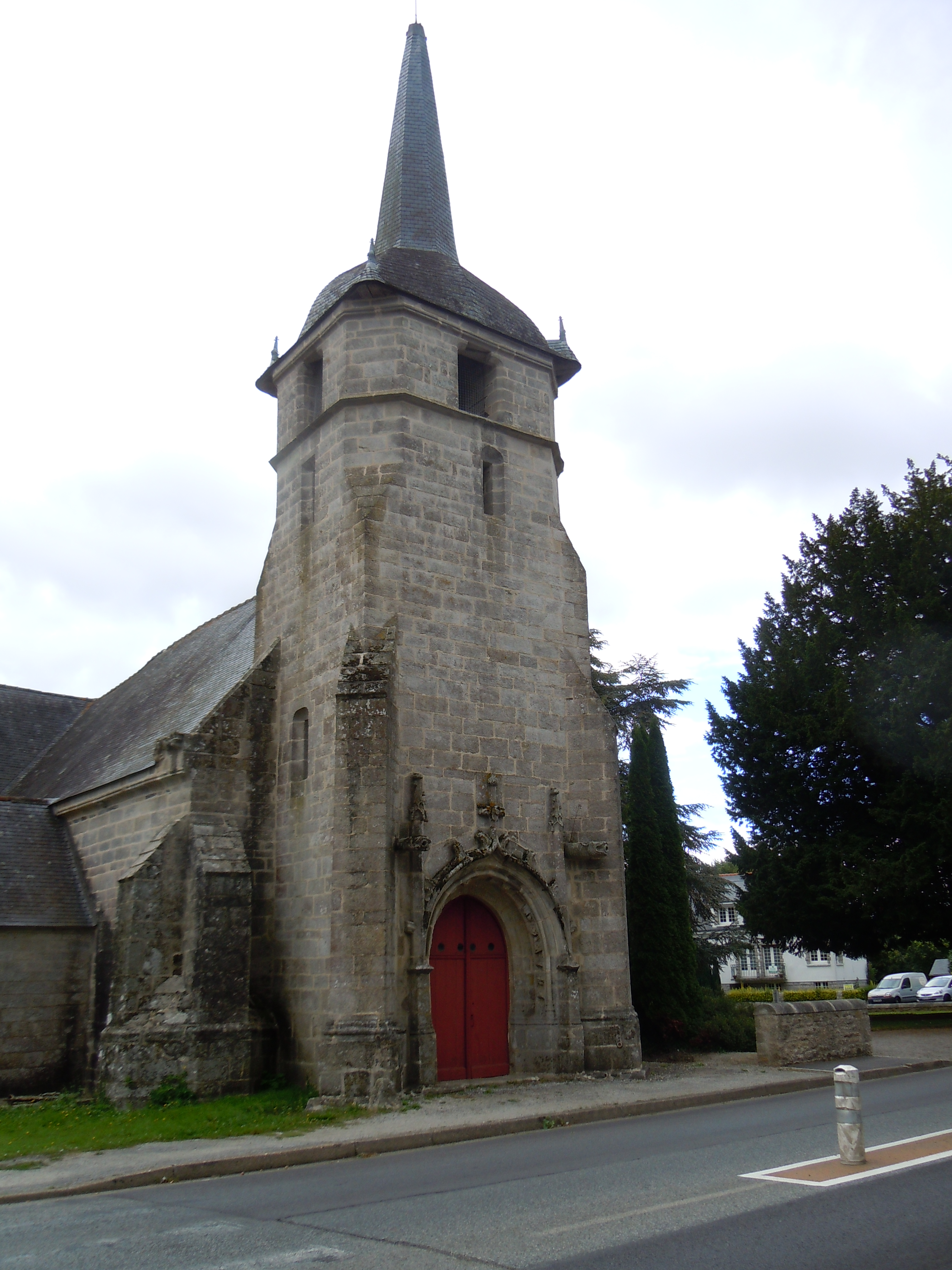
Церковь Святого Мериадока
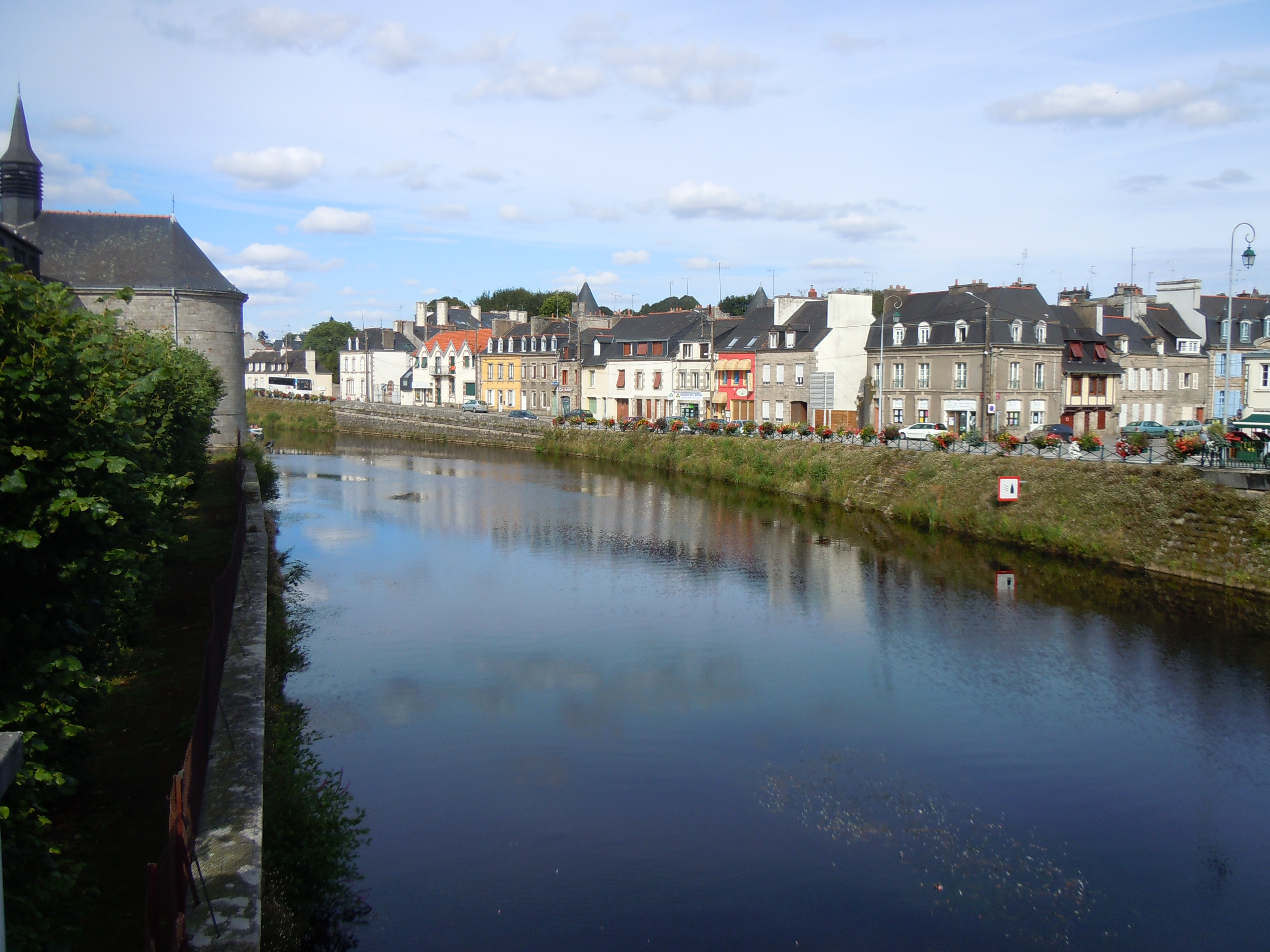
Набережная Блаве
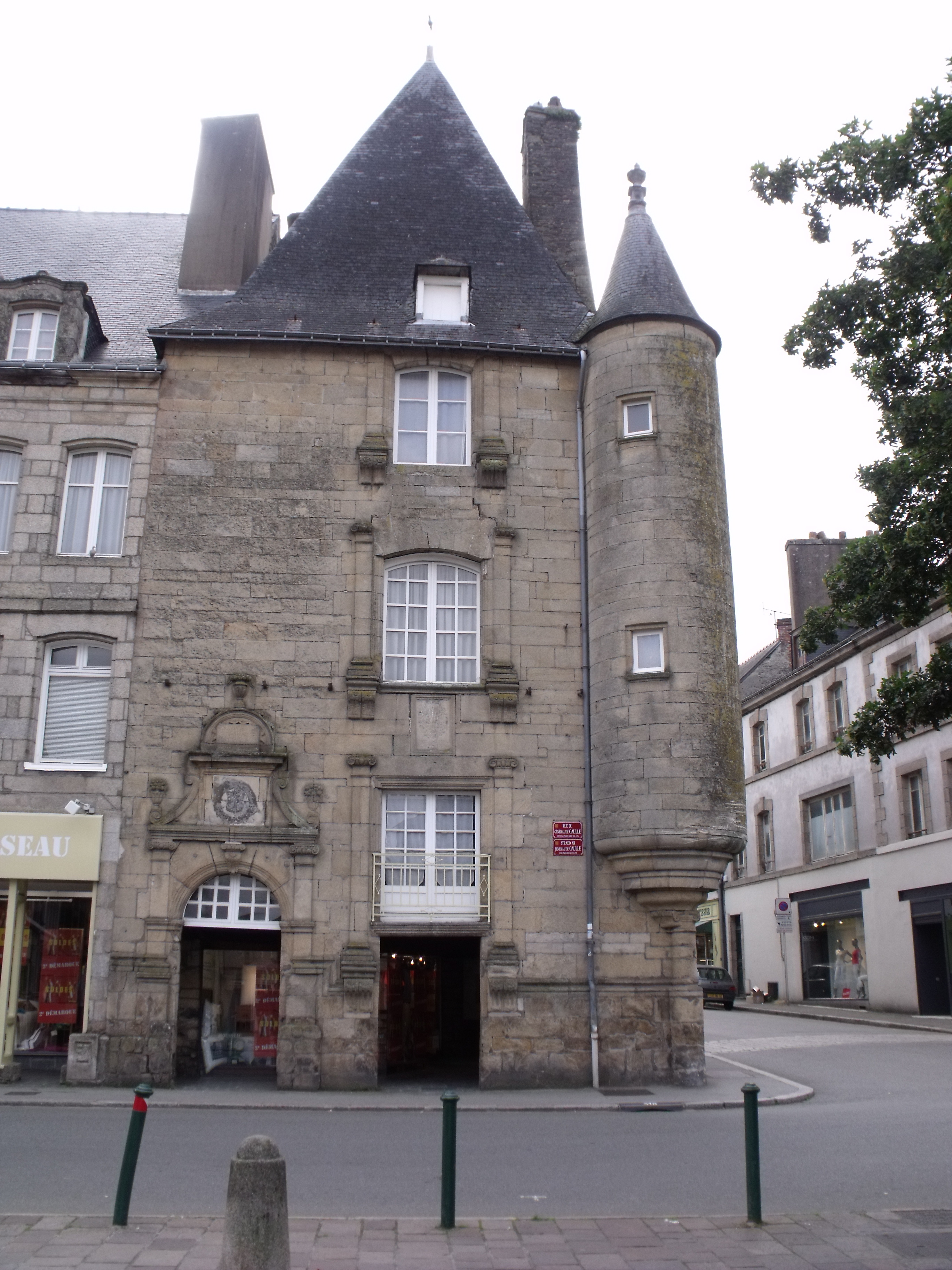
Дом XVI века
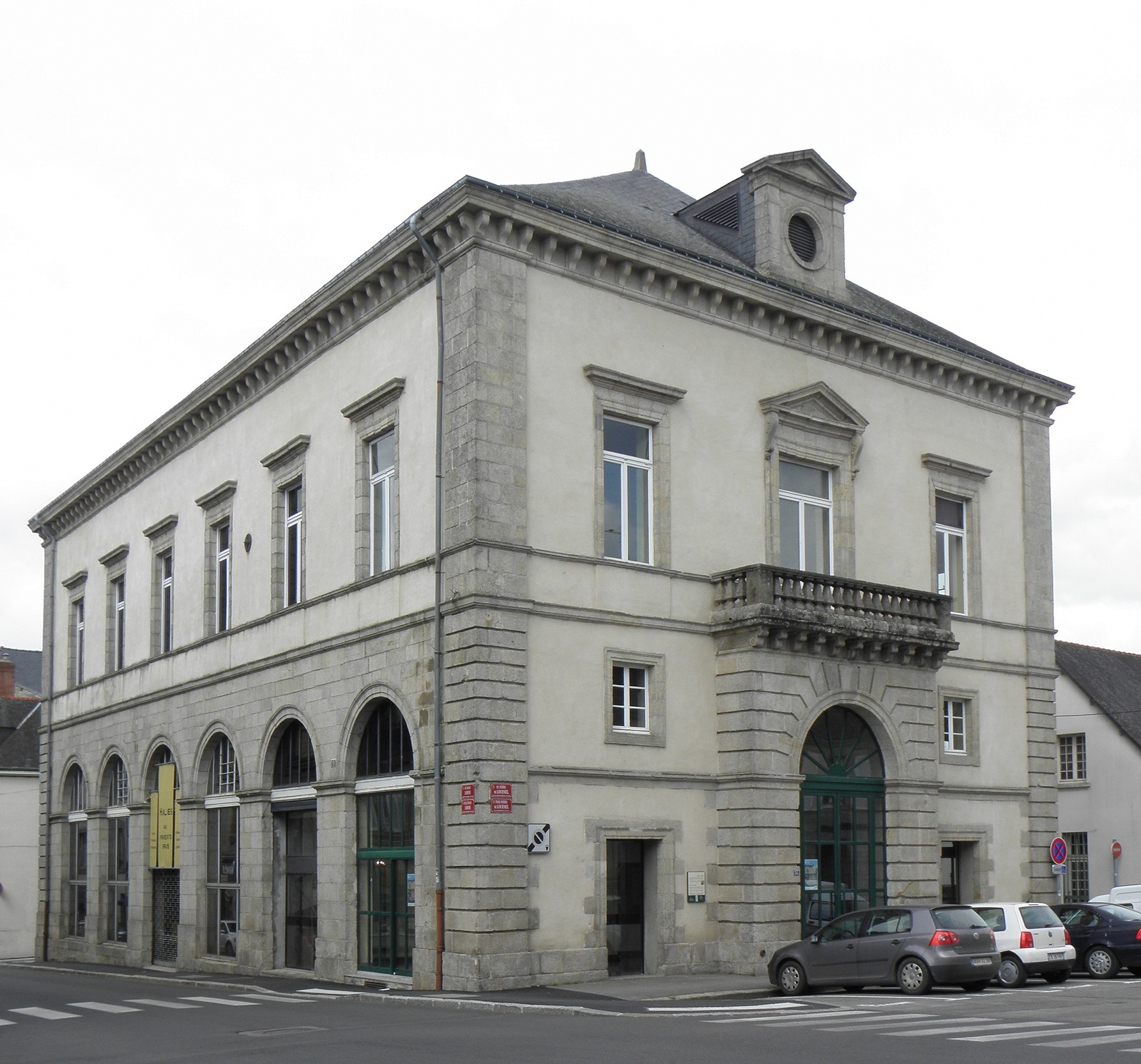
Театр
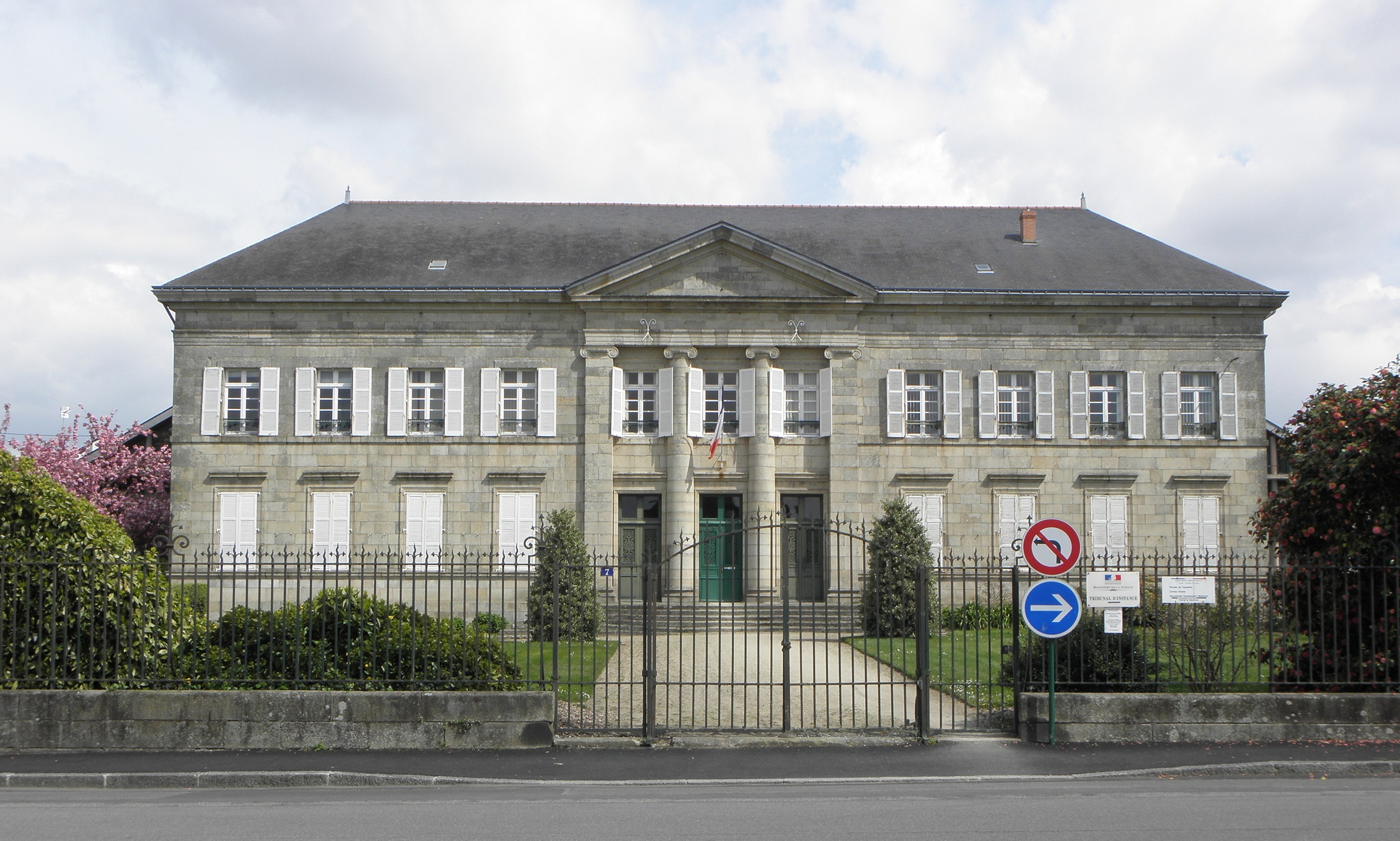
Дворец юстиции